# 梅谢
梅谢（德语、法语：Mecher）是卢森堡市镇拉克德拉欧特叙尔的一个村庄，位于该国西北部。 
梅谢曾是维尔茨县的一个独立的市镇，1979年1月1日，梅谢与市镇阿尔朗日合并为新市镇拉克德拉欧特叙尔。建立拉克德拉欧特叙尔的法律于1978年12月23日获得通过。

## 旧市镇
梅谢旧市镇由以下村庄组成： 
- Bavigne
- Kaundorf
- Liefrange
- 梅谢
- Nothum
- Dénkert (Dünkrodt) (称地)